# Daihiniella
Daihiniella is een geslacht van rechtvleugeligen uit de familie grottensprinkhanen (Rhaphidophoridae). De wetenschappelijke naam van dit geslacht is voor het eerst geldig gepubliceerd in 1936 door Hubbell.

## Soorten
Het geslacht Daihiniella  is monotypisch en omvat slechts de volgende soort:
- Daihiniella bellicosa (Scudder, 1894)